# Convel

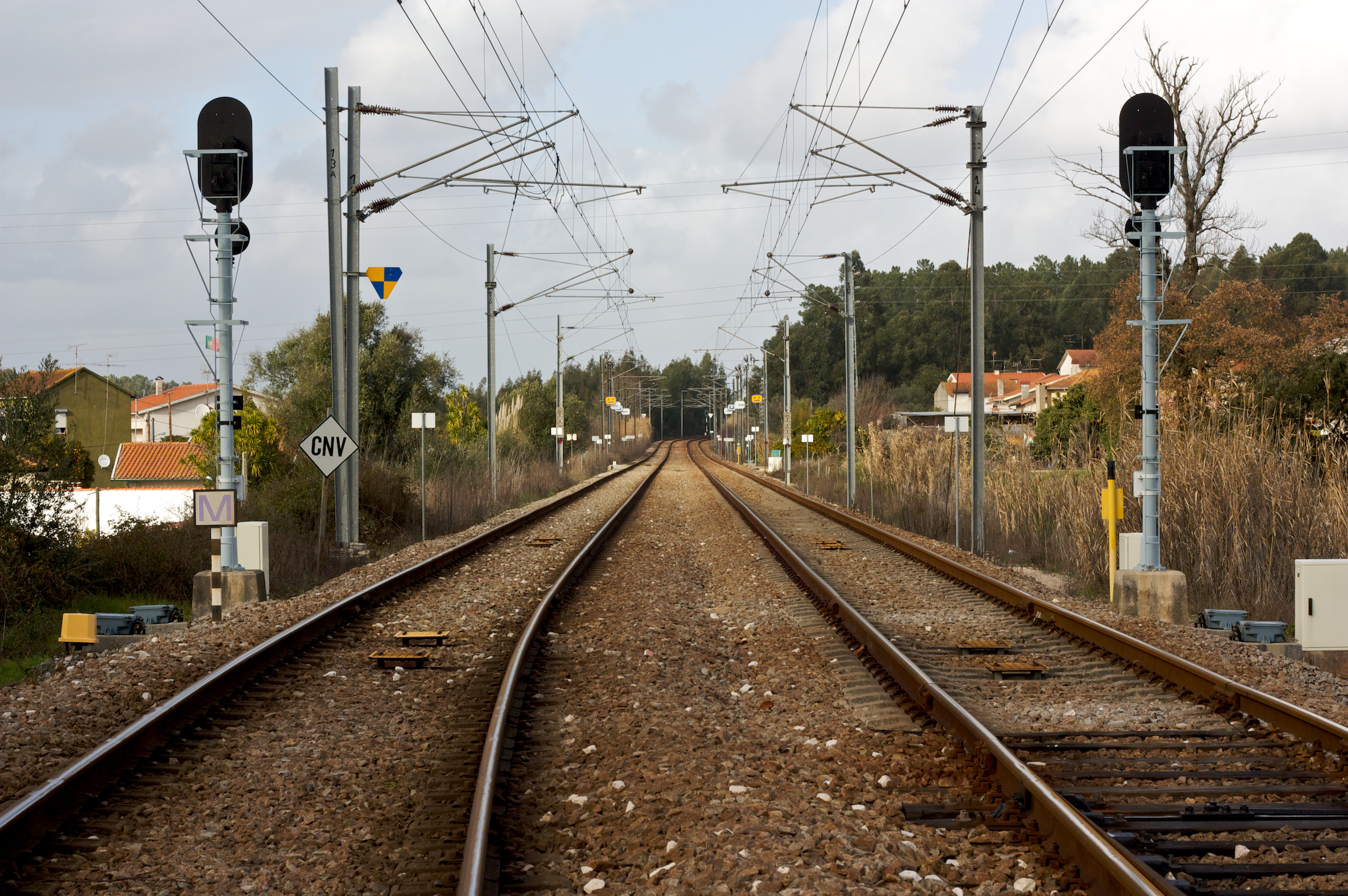
Balise del Convel in prossimità di Pampilhosa, ferrovia della Beira Alta

Il Convel, abbreviativo di Controlo Automático de Velocidade (Controllo automatico di velocità), è un sistema di sicurezza ferroviario utilizzato dalle ferrovie del Portogallo; il Convel è basato sulla piattaforma EBICAB 700 e deriva da un progetto della società svedese Ericsson. 

## Caratteristiche e funzionamento
Il sistema Convel è costituito da due sottosistemi:
- il sottosistema di terra, che trasmette le informazioni riguardo ai parametri della linea e dell'aspetto dei segnali attraverso dispositivi denominati balise (boe)[1].
- il sottosistema di bordo che, confrontando la velocità del veicolo con le informazioni trasmesse dal sottosistema di terra, è in grado di attivare automaticamente la frenatura dello stesso in caso di superamento dei parametri massimi impostati o di mancato riconoscimento dell'aspetto dei segnali[1].

Convel, sistema implementato di concerto tra Caminhos de Ferro Portugueses e le imprese Sistel e Alstom, iniziò ad essere installato a partire dal 1986 sulla linea di Sintraed entrò in funzione per la prima volta nel 1993 sulle linee, di Cintura e di Sintra. Nel 1994 iniziò l'installazione del dispositivo anche sulle locomotive dei convogli Intercity e Alfa Pendular.
È in corso di studio la "migrazione" verso il sistema ERTMS allo scopo di assicurare anche alle CP l'interoperabilità.